# Elke Altmann

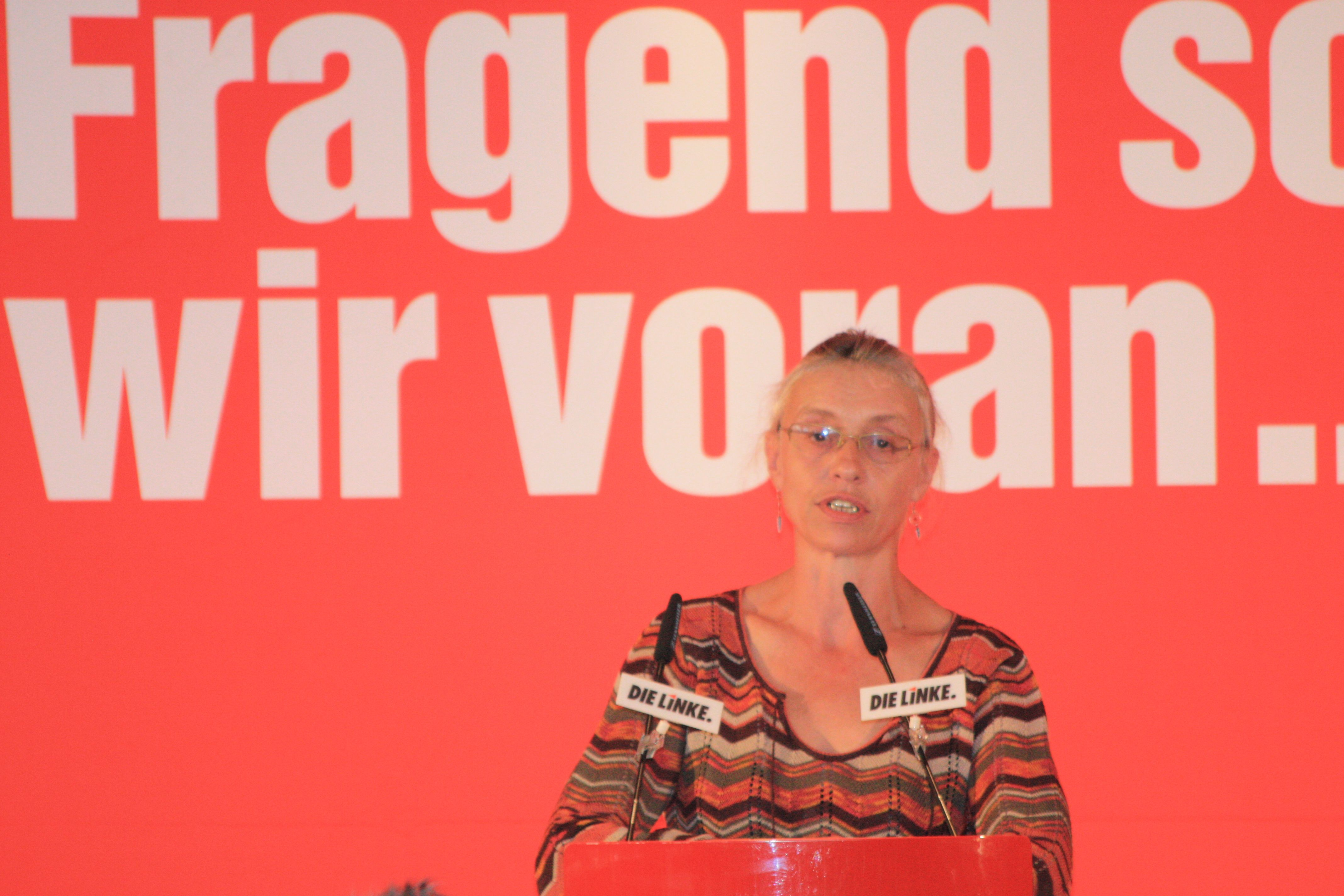

Elke Altmann (* 19. Juni 1957 in Rostock) ist eine deutsche Politikerin (Die Linke). Von Oktober 1999 bis September 2009 war sie Mitglied des Sächsischen Landtags.

## Leben
Altmann absolvierte nach der Hochschulreife im Jahr 1976, eine bis 1978 dauernde Ausbildung zur Tierpflegerin in der Schweinezuchtanlage St. Michaelis. Anschließend machte sie bis 1983 an der Humboldt-Universität Berlin und an der Wilhelm-Pieck-Universität Rostock ein Tierproduktionsstudium. Danach war sie von 1985 bis 1988 stellvertretende Anlagenleiterin der Schweinezuchtanlage St. Michaelis und schulte von 1990 bis 1993 zur staatlich anerkannten Altenpflegerin um, als der sie von 1993 bis 1999 im ambulanten Dienst arbeitete. Altmann ist getrennt lebend und Mutter von fünf Kindern.

## Politik
Altmann ist seit 1976 Mitglied der SED und später auch der PDS, für die sie von 1992 bis 2003 Stadträtin in Brand-Erbisdorf war. Seit Juni 2004 ist sie Stadträtin der PDS in Freiberg. Ab Oktober 1999 war sie Mitglied des Sächsischen Landtags, in dem sie dem Ausschuss für Umwelt und Landwirtschaft angehörte. Altmann 1999 und 2004 als Direktkandidatin im Wahlkreis Freiberg 1 an und zog stets über die Landesliste ihrer Partei in den Landtag ein. Bei der Landtagswahl 2009 bewarb sie sich nicht mehr um ein Mandat und schied aus dem Landtag aus.

## Weblink
- Elke Altmann, Linksfraktion

| Personendaten    | Personendaten                         |
| ---------------- | ------------------------------------- |
| NAME             | Altmann, Elke                         |
| KURZBESCHREIBUNG | deutsche Politikerin (Die Linke), MdL |
| GEBURTSDATUM     | 19. Juni 1957                         |
| GEBURTSORT       | Rostock                               |